# Трета френска република
Вижте пояснителната страница за други значения на Трета република.
Третата република (на френски: La Troisième République) е политическият режим във Франция от 1870 година до 10 юли 1940 година. Той е установен след Френско-пруската война и провала на Втората империя на Наполеон III през 1870 година. Оцелява до германското нахлуване във Франция по време на Втората световна война, след което върху част от нейната територия се установява Режимът от Виши, а останалата е поставена под пряко германско управление.

## История
Ранната френска политика била определена от големите репарации след края на Френско-пруската война. Това довело до загубата на Елзас и североизточната част на Лотарингия. След войната се създава и Парижката комуна, която управлявала Париж за 72 дни. Ранните правителства на републиката обмисляли връщането на монархията, но не било постигнато споразумение за формата на управление и кой трябва да получи трона и затова разговорите били прекратени. Поради тази причина, Третата република, която била създадена като временно управление, станала постоянната форма на управление във Франция. Първото френско правителство се е състояло от 638 депутати: 222 републиканци, които се делят на леви и либерали, и 416 монархисти, подкрепящи различни династии.
|  | Тази страница частично или изцяло представлява превод на страницата French Third Republic в Уикипедия на английски. Оригиналният текст, както и този превод, са защитени от Лиценза „Криейтив Комънс – Признание – Споделяне на споделеното“, а за съдържание, създадено преди юни 2009 година – от Лиценза за свободна документация на ГНУ. Прегледайте историята на редакциите на оригиналната страница, както и на преводната страница, за да видите списъка на съавторите. ВАЖНО: Този шаблон се отнася единствено до авторските права върху съдържанието на статията. Добавянето му не отменя изискването да се посочват конкретни източници на твърденията, които да бъдат благонадеждни. |